# Шоша (река, впадает в Плиссу)
Шо́ша (бел. Шо́ша) — река в Беларуси, протекает в Глубокском районе Витебской области. Соединяет озёра Шо и Плисса.
Длина реки — 30 км. Площадь водосбора 304 км². Среднегодовой расход воды в устье 2 м³/с. Средний наклон водной поверхности 0,5 м/км.
Высота истока — 171,7 м над уровнем моря. Высота устья — 158,0 м над уровнем моря.
Река вытекает из юго-западной части озёра Шо в 15 км к северо-востоку от посёлка Подсвилье. В верховьях река течёт на юго-запад, после впадения Чистянки резко поворачивает на северо-запад. Почти всё течение проходит по сильно заболоченному лесному массиву. В верховьях русло канализировано, на реке построена сеть мелиоративных каналов.
Течёт по Ушачско-Лепельской возвышенности, основные притоки — Чистянка и Лучайка (левые). В нижнем течении на берегах реки три небольшие деревни — Перевоз, Залесная и Германовщина.
Долина чашеобразная, извилистая, шириной 0,5-2 км, местами до 4 км. Пойма узкая, чередуется по берегам, местами отсутствует. Русло извилистое, его ширина от 3-5 м в верхнем течении до 12 м в среднем и нижнем.
Впадает в восточную оконечность озера Плисса.